# Diocesi di Materiana
La diocesi di Materiana (in latino Dioecesis Materianensis) è una sede soppressa e sede titolare della Chiesa cattolica.

## Storia
Materiana, nell'odierna Tunisia, è un'antica sede episcopale della provincia romana di Bizacena.
Unico vescovo conosciuto di questa diocesi africana è Pellegrino, il cui nome figura al 90º posto nella lista dei vescovi della Bizacena convocati a Cartagine dal re vandalo Unerico nel 484; Pellegrino, come tutti gli altri vescovi cattolici africani, fu condannato all'esilio.
Dal 1933 Materiana è annoverata tra le sedi vescovili titolari della Chiesa cattolica; dal 13 luglio 2020 il vescovo titolare è Anton Ranjith Pillainayagam, vescovo ausiliare di Colombo e amministratore apostolico di Batticaloa.

## Cronotassi

### Vescovi
- Pellegrino † (menzionato nel 484)

### Vescovi titolari
- József Bánk † (15 settembre 1964 - 10 gennaio 1969 nominato vescovo di Vác)
- Jorge Maria Hourton Poisson † (5 febbraio 1969 - 5 dicembre 2011 deceduto)
- José Manuel Romero Barrios (2 febbraio 2012 - 31 maggio 2018 nominato vescovo di El Tigre)
- Algirdas Jurevičius (2 luglio 2018 - 1º giugno 2020 nominato vescovo di Telšiai)
- Anton Ranjith Pillainayagam, dal 13 luglio 2020